# Nannopterygius
Nannopterygius — рід іхтіозаврів, що існував у пізній юрі та ранній крейді (150—145 млн років тому).

## Скам'янілості
Перший зразок був знайдений у глинистій формації Кіммерідж у графстві Дорсет, Велика Британія. Описаний у 1871 році під назвою Ichthyosaurus enthekiodon. У 1922 році Фрідріх фон Гюне виділив цей вид на новий рід Nannopterygius. Перша скам'янілість є найповнішою, але сплощеною. Усі наступні зразки фрагментарними. У 2020 році до роду додано ще кілька видів, новоописнаий N. borealis, та види, що колись містилися в родах Paraophthalmosaurus та Yasykovia, та описані на основі решток, що знайдені в Норвегії та Росії.

## Опис
Порівняно невеликий іхтіозавр, завдовжки до 2,5 м, з них на хвіст припадає 1 метр. Хвіст глибоко роздвоєний. Голова завдовжки 50 см. Рострум довгий та вузький. Очі великі, всередині очниці є костисте склеротичне кільце. Є принаймні 60 дископодібних хребців. Ребра довгі та вигнуті, але нслабо з'єднані. Ці ознаки вказують, що Nannopterygius був гнучким, спритним і швидким плавцем, але неефективним плавцем на великі відстані.

## Палеоекологія
Скам'янілості Nannopterygius знайдені в Європі, де в цей час було неглибоке і тепле море, яке охоплювало більшу частину Європи. Тварина мешкала на мілководді, ймовірно, навколо коралових рифів, а не у відкритому океані.

## Види
- †N. borealis Zverkov & Jacobs, 2020
- †N. enthekiodon Hulke, 1871
- †N. kabanovi Efimov, 1999 (Zverkov & Jacobs, 2020)
- †N. mittai Efimov, 1999 (Zverkov & Jacobs, 2020)
- †N. saratoviensis Arkhangelsky 1998 (Zverkov & Jacobs, 2020)
- †N. saveljevensis Arkhangelsky, 1997 (Zverkov & Jacobs, 2020)
- †N. sumini Efimov, 1999 (Zverkov & Jacobs, 2020)